# 埃德雷德山
70°35′S 69°0′W / 70.583°S 69.000°W
埃德雷德山（英語：Mount Edred）是南極洲的山峰，位於亞歷山大一世島，是道格拉斯嶺的南端，距離喬治六世海峽19公里，海拔高度2,195米，現時由南極條約體系管理。